# Sutton (londýnský obvod)
Sutton, oficiálně London Borough of Sutton, je městský obvod na jihu Londýna, součást Vnějšího Londýna.
Sutton hraničí s Kingstonem na západě, Mertonem na severu a Croydonem na východě.
Městská část vznikla v roce 1965 a zahrnuje bývalé části Municipal Borough of Sutton a Cheam s částmi Surrey Municipal Borough of Beddington a Carshalton Urban District.

## Obvody městské části
- Beddington
- Beddington Corner
- Belmont
- Benhilton
- Carshalton
- Carshalton Beeches
- Carshalton on the Hill
- Cheam
- Hackbridge
- Little Woodcote
- North Cheam
- Rosehill
- St. Helier
- South Beddington
- Sutton
- The Wrythe
- Wallington